# Haapasaari (ö i Lappland, Norra Lappland, lat 68,95, long 28,10)
Haapasaari, nordsamiska: Supesuáloi, är en ö i Finland. Den ligger i sjön Enare träsk och i kommunen Enare i den ekonomiska regionen Norra Lappland och landskapet Lappland, i den norra delen av landet, 1 000 km norr om huvudstaden Helsingfors. Öns area är 70 hektar och dess största längd är 1,2 kilometer i sydöst-nordvästlig riktning.